# はしたなくて ごめん
『はしたなくて ごめん』は、石田拓実による日本の漫画作品。
『Cookie BOX』（集英社）2009年春号に読み切りが掲載された後、『Cookie』（集英社）同年8月号から2013年5月号まで連載された。単行本全7巻。

## あらすじ
妄想好きの女子高生・真奈緒の近頃の楽しみは、クラスメイトで学級委員長の与倉をネタにあれやこれやと妄想すること。
特に「好き」という感情を持っていたわけではなかったが、ひょんなことから与倉の恋愛相談に乗り、酔った勢いで一夜を共にするが……。

## 登場人物
西 真奈緒（にし まなお）
妄想好きな高校2年生。早くに父を亡くし、母子家庭のため、家事全般をこなしているが、成績も優秀で学級副委員長を務めている。自他共に認める「いい子」だが、週に1回公園で一服しながらエロ漫画（成人漫画ではない）を読むのが最大の息抜き。妹が小学6年生の時、何でも姉の真似をしたがる癖があり、真奈緒愛読のエロ漫画の真似までし始めたため、表向きは読むのをやめたことにし外で読むようになった。
与倉と一夜を共にしたが、その日の明確な記憶はない。
与倉 有紀（よくら ゆき）
真奈緒のクラスメイトで学級委員長。メガネ男子・第一ボタンまで締めた襟元・休み時間に読書と、真奈緒がそそる要素満載。
父子家庭で、父親は大学教授。自身の元家庭教師で父の恋人のことが好きだった。真奈緒に色々と話を聞いてもらっている内に親しくなり、一夜を共にするが、実際は未遂である。
春（はる）
中学2年の終わりまで真奈緒と同じ団地の同じ棟・同じ階に住んでいた幼なじみ。しばらくして真奈緒一家も引っ越したため連絡が途絶えていたが、再会する。与倉が受験で落ちた進学校に通っている。桃花のことが好き。
西 桃花（にし ももか）
真奈緒の3歳年下の妹。13歳（中学2年生）。母親似。女子バスケ部所属。幼い頃から姉の真奈緒はスーパースターのような存在で、運動が苦手なのにバスケ部に入ったのも姉の影響。
物心が付くか付かないかの頃からハルに「桃花の全部が好き」「運命の人」と言われ続けてきた。
真奈緒の母
仕事はできるが家事は全くダメな女性。会社では部長の地位にある。
与倉の父親
大学教授。いかにも人の良さそうな小太りのおじさん。元教え子で恋人の美也は、有紀の中学時代の家庭教師。
平（たいら）
中学3年生。女子バスケ部キャプテン。先輩だった真奈緒を尊敬している。

## 書誌情報
- 石田拓実 『はしたなくて ごめん』 集英社 〈りぼんマスコットコミックスCookie〉、全7巻
  1. 2009年12月15日発売[1]、『Cookie BOX』2009年春号、『Cookie』2009年8月号、ISBN 978-4-08-867030-0
    - 未だ愛を知らず[注 1]（『ぶ〜けデラックス』1996年初春号）

  2. 2010年03月15日発売[2]、『Cookie』2009年9月号 - 11月号、ISBN 978-4-08-867046-1
    - ハッタリ ハピィ[注 2]（『ぶ〜けデラックス』1997年AFTER SUMMER号）

  3. 2010年08月12日発売[3]、『Cookie』2010年2月号 - 6月号、ISBN 978-4-08-867073-7
  4. 2011年06月15日発売[4]、『Cookie』2011年1月号 - 5月号、ISBN 978-4-08-867128-4
  5. 2012年02月15日発売[5]、『Cookie』2011年7月号 - 12月号、ISBN 978-4-08-867181-9
  6. 2012年10月15日発売[6]、『Cookie』2012年3月号 - 7月号、9月号、ISBN 978-4-08-867230-4
  7. 2013年08月09日発売[7]、『Cookie』2012年11月号 - 2013年7月号、ISBN 978-4-08-867287-8
    - やましくならないわけがない（翌朝の与倉）（描きおろし）
    - やましくなりたいわけじゃない（後日:桃花）（描きおろし）
    - 日々是好日（真奈緒）（描きおろし）